# أتويا دينج هوبكنز
أتويا دينج هوبكنز(بالإنجليزية: Ataui Deng Hopkin)، وتعرف أيضًا بأتويا دينج (وُلدت يوم 3 نوفمبر 1991)، هي عارضة أزياء سودانية أمريكية بدأت حياتها المهنية في سن السابعة عشر عام 2008 بسبب القرابة التي تربط أتويا بالعارضة المشهورة (أليك ويك - Alek Wek) حيث أن أتويا ابنة أخوها. بدأت أتويا مهنتها مع عمتها المشهورة مما جعلها محور الوسائل الإعلامية في وقت قليل. يرجع أصل أتويا إلي جماعة الدينكا بجنوب السودان، وغادرت أتويا لسان أنطونيو بتكساس عام 2004، وكان ذلك قبل نهاية الحرب الأهلية السودانية الثانية بعام واحد. تعيش أتويا حاليًا بمدينة نيويورك.

## حياتها المبكرة
وُلدت دينج في الخرطوم بالسودان. هربت أتويا مع أهلها من الحرب الأهلية السودانية الثانية وهاجرت لسان انطونيو، تكساس.

## حياتها المهنية
وصلت أتويا لسان أنطونيو وهي تبلغ الثانية عشر. وبعد مرور أربع سنوات اشتركت أتويا بوكالة ترامب لعرض الأزياء وانتقلت إلي مدينة نيويورك. بدأت أتويا كعارضة أزياء في سبتمبر 2008 لعروض (الربيع لسبرينج جيريمي لاينج - spring jeremy laing)، و(كاي كوهني- Kai Kuhne)، (لورين سكوت - L'Wren Scott)، (برونزيا سكاولير- Proenza Schouler)، (وزاك بوسين- Zac posen) بمدينة نيويورك. وقد اُلتقط لها فيلم بواسطة (جيريمي كوست) بكواليس عرض زاك بوسين لمجلة نيويورك. فوتت أتويا أسابيع الموضة بأوروبا لعام 2008 حتي تقوم بانهاء دراستها الثانوية بتكساس. ظهرت أتويا بمجلة (Teen Vogue) عدة مرات. وقد تم تصويرها فوتوغرافيًا بواسطة (تيبي كلينشي- Tibi Clenci). في سن الثامنة عشر صارت أتويا معروفة بسقوطها علي منصة العرض لعرض زاك بوسين "Zac Posen".

### صورتها
أتويا دينج تشكل عنصرًا من ثلاثية العارضات اللاتي يرجع أصلهم العرقي إلي جماعات الدينكا. هي وعمتها أليك ويك وصديقتها المقربة (أچاك دينج- Ajak Deng).

## حياتها الشخصية
دينج هي صديقة مقربة للعارضة السودانية الأسترالية (Ajak Deng- أجاك دينج) والتي قيل أنها أختًا لها نظرًا لتشابه الأسماء. أتويا هي ابنة أخو العارضة المشهورة Alek Wek. هي حاليًا تعيش ببروكلين، نيويورك. قد اُبلغ عن اختفاء أتويا في يوم 8 أغسطس عام 2014. في يوم 18 أغسطس، 2014 قد وُجدت بمستشفي بنيويورك بعد أختفائها لمدة عشرة أيام.

## وصلات خارجية
- أتويا دينج هوبكنز على موقع دليل عارضات الأزياء (الإنجليزية)
- Ataui Deng at the Fashion Model Directory